# Phú Định, Bố Trạch
Phú Định là một xã cũ thuộc huyện Bố Trạch, tỉnh Quảng Bình, Việt Nam.

## Lịch sử
Ngày 16 tháng 6 năm 2025, Ủy ban Thường vụ Quốc hội ban hành Nghị quyết số 1680/NQ-UBTVQH15 về việc sắp xếp các đơn vị hành chính cấp xã của tỉnh Quảng Trị năm 2025. Theo đó, sắp xếp toàn bộ diện tích tự nhiên, quy mô dân số của các xã Hưng Trạch, xã Cự Nẫm, xã Vạn Trạch, xã Phú Định thành xã mới có tên gọi là xã Bố Trạch.

## Địa lý
Xã Phú Định có vị trí địa lý:
- Phía đông giáp giáp thị trấn Nông trường Việt Trung và xã Tây Trạch
- Phía bắc giáp xã Vạn Trạch và xã Cự Nẫm
- Phía tây giáp xã Hưng Trạch và xã Tân Trạch
- Phía nam giáp huyện Quảng Ninh.

Xã Phú Định có diện tích 153,60 km², dân số năm 2019 là 2.685 người, mật độ dân số đạt 18 người/km².

## Hành chính
Xã Phú Định được chia thành 6 thôn: Nam Định, Tân Định, Trung Định, Bắc Định. Tây Định, Sơn Định